# Franklin Carmichael
Franklin Carmichael (Orillia, 4 de maio de 1890 – Toronto, 24 de outubro de 1945) foi um pintor canadense membro do Grupo dos Sete.

## Carreira
Embora fosse famoso principalmente por seu uso de aquarelas, ele também usou tintas a óleo, carvão e outras mídias para capturar as paisagens de Ontário, das quais ele gostava. Além do trabalho como pintor, trabalhou como designer e ilustrador, criando brochuras promocionais, anúncios em jornais e revistas e desenhando livros. Perto do fim de sua vida, Carmichael lecionou no Departamento de Design Gráfico e Arte Comercial do Ontario College of Art (hoje a Ontario College of Art & Design University).
O mais jovem membro original do Grupo dos Sete, Carmichael freqüentemente se encontrava socialmente fora do grupo. Apesar disso, a arte que ele produziu foi de igual medida em termos de estilo e abordagem às contribuições dos outros membros, expressando vividamente suas visões espirituais por meio de sua arte. O próximo membro mais jovem era A. J. Casson, de quem era amigo.

## Pinturas selecionadas

Pinturas de Franklin Carmichael
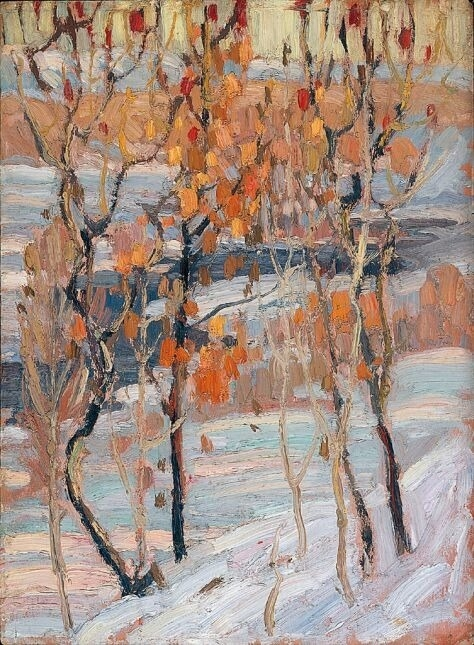
Study for Sumacs , óleo sobre madeira, 1915, National Gallery of Canada, Ottawa
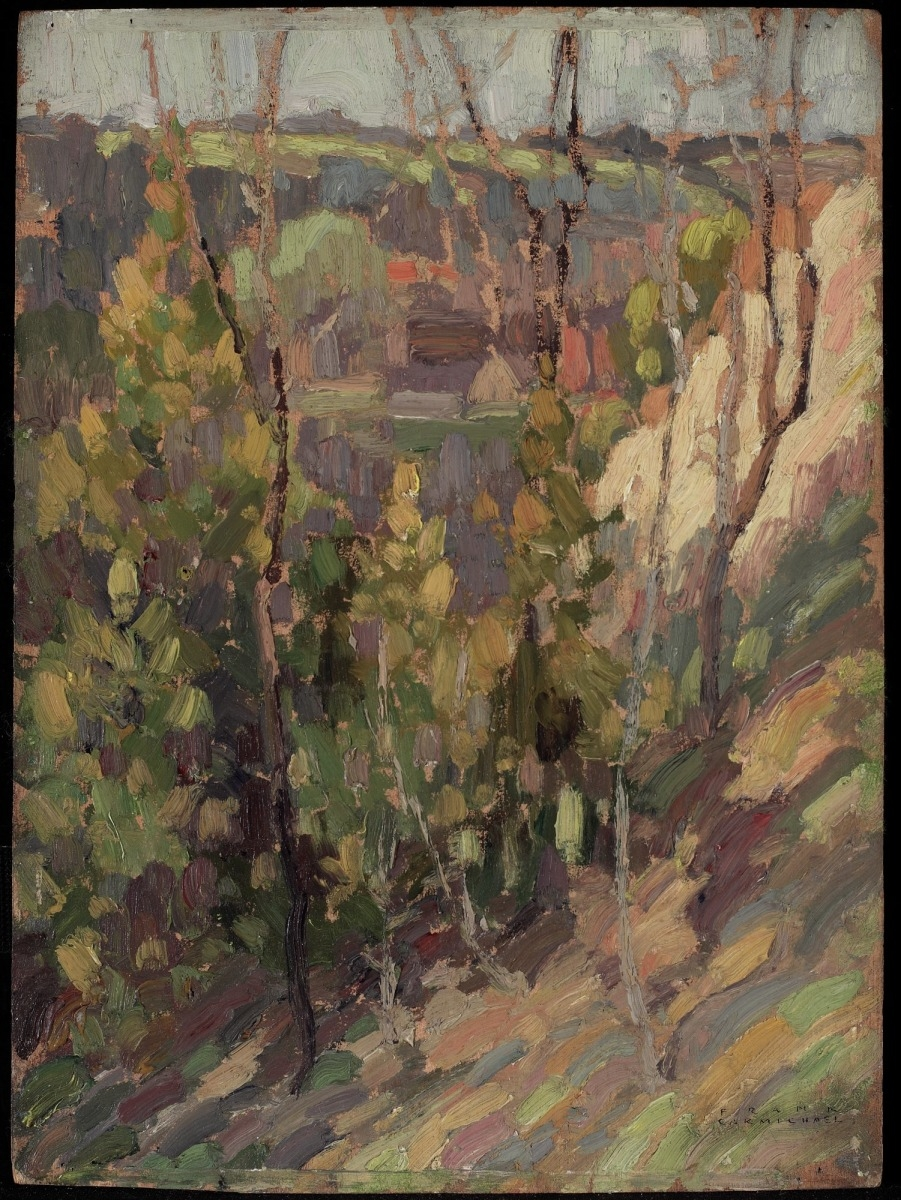
Hillside , óleo sobre madeira, 1917–20, National Gallery of Canada, Ottawa
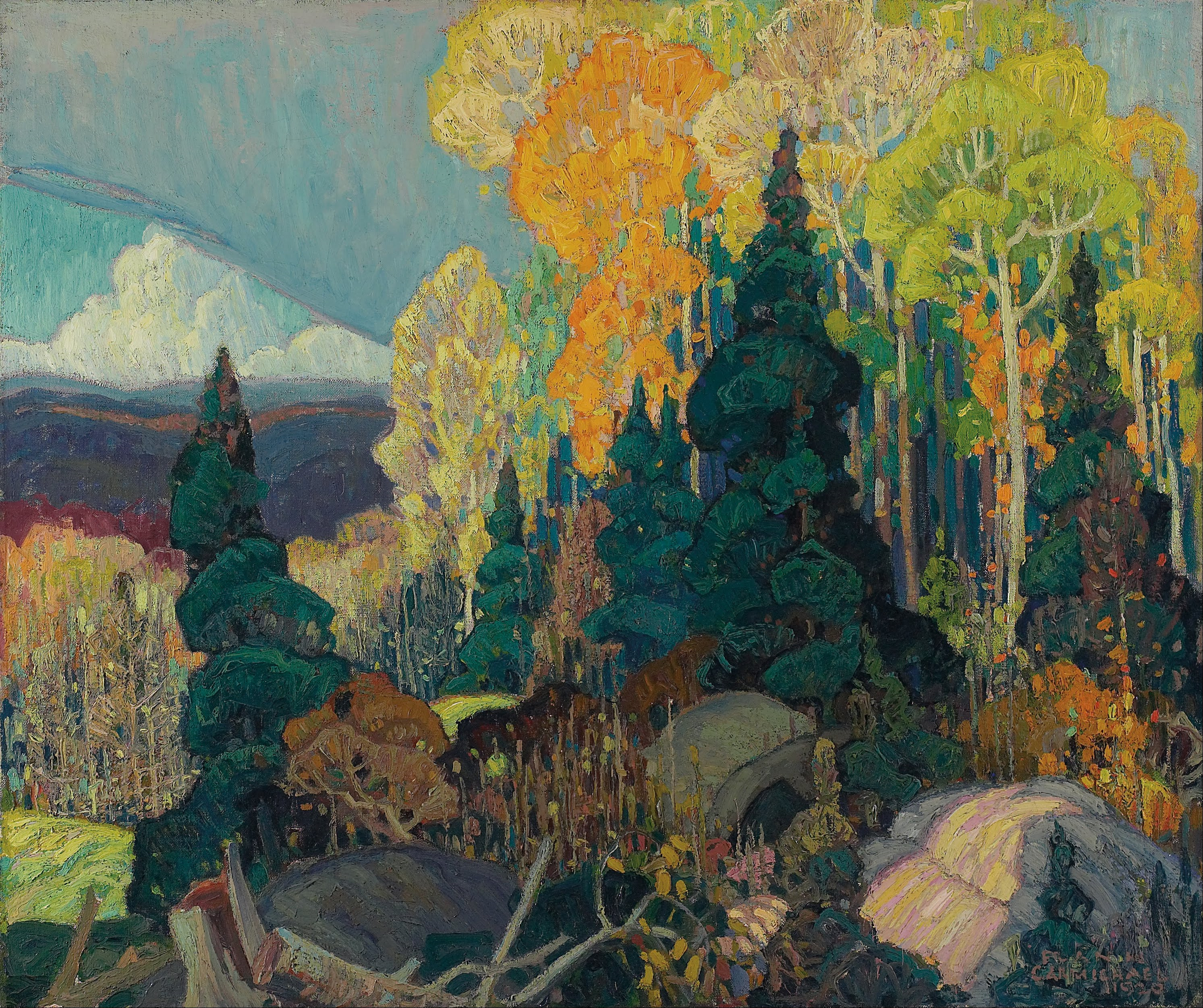
Autumn Hillside , óleo sobre tela, 1920, Art Gallery of Ontario, Toronto
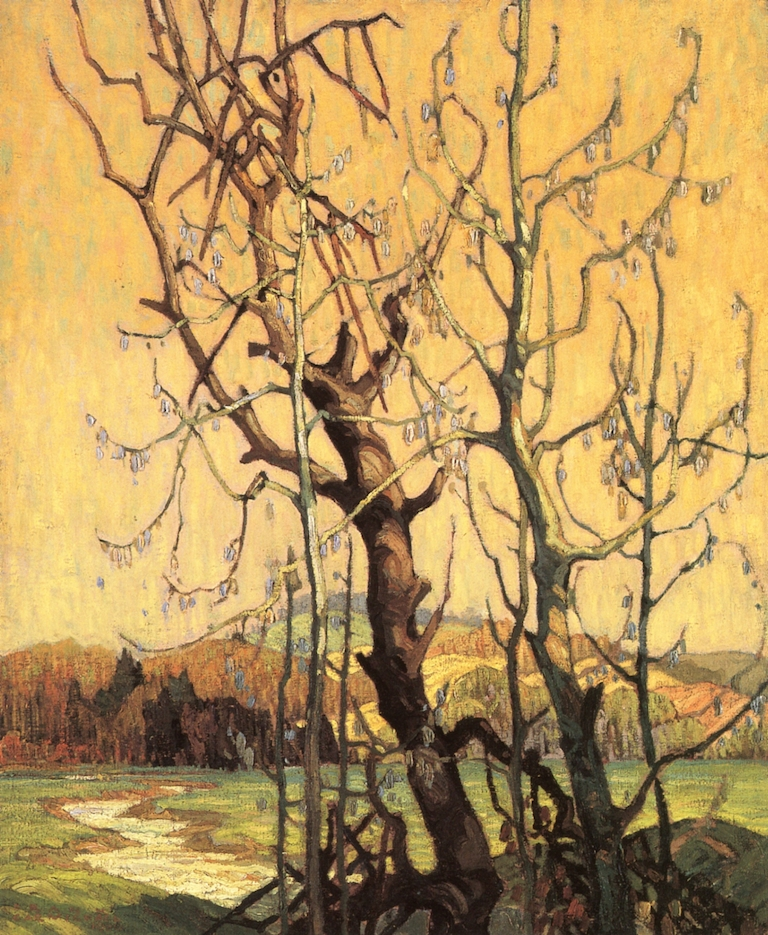
Primavera, óleo sobre tela, 1920, coleção particular
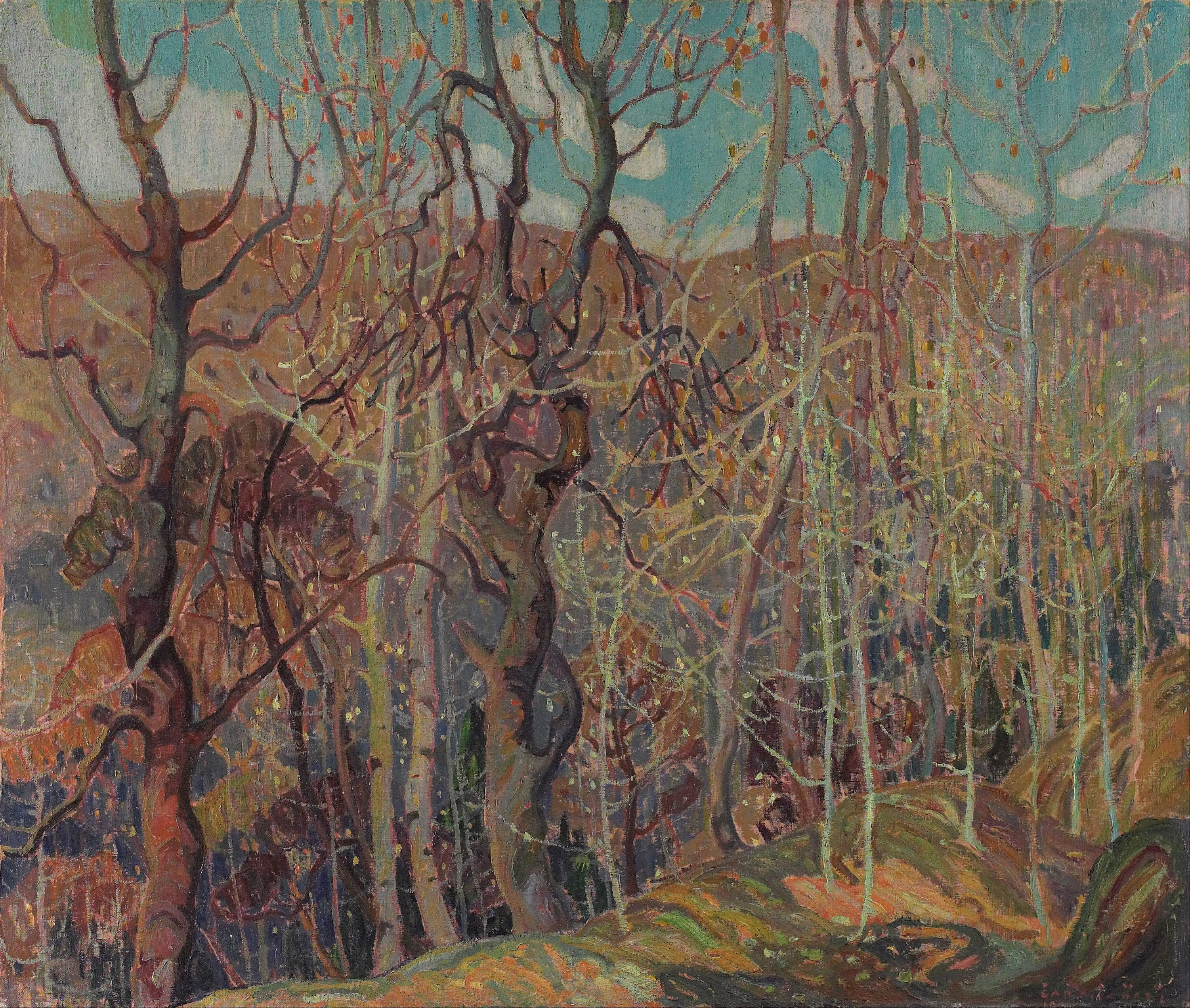
Silvery Tangle, óleo sobre tela, 1921, Art Gallery of Ontario, Toronto
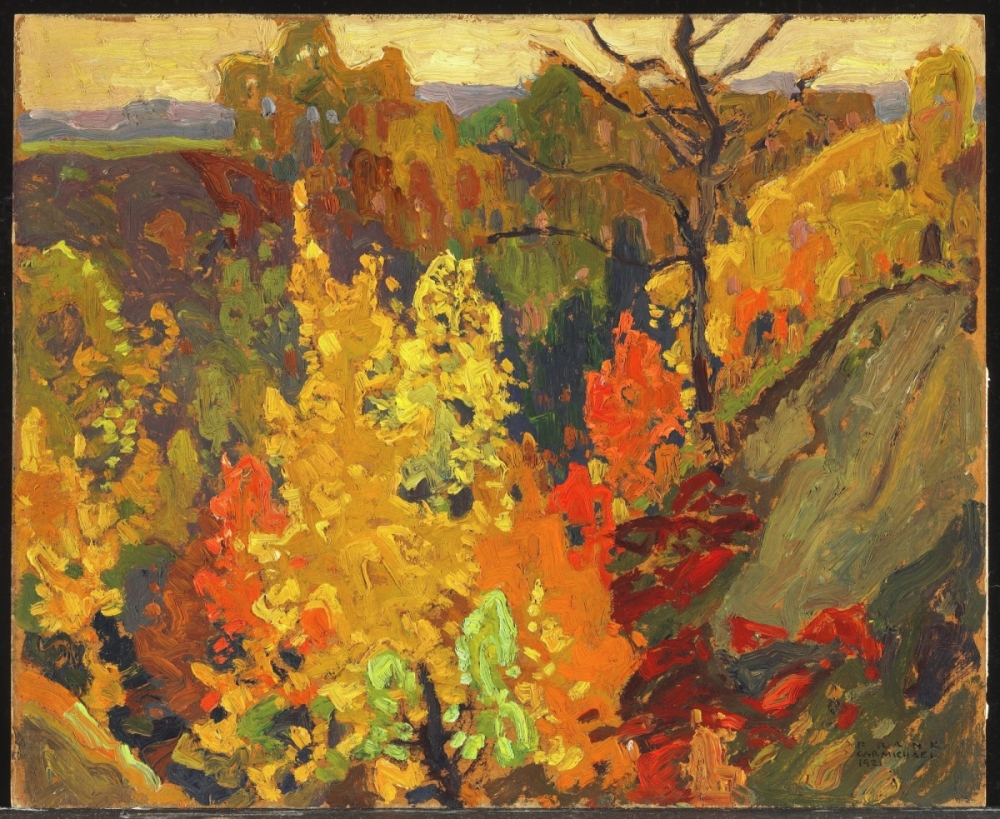
Outono, óleo sobre papelão, 1921, Galeria Nacional do Canadá, Ottawa
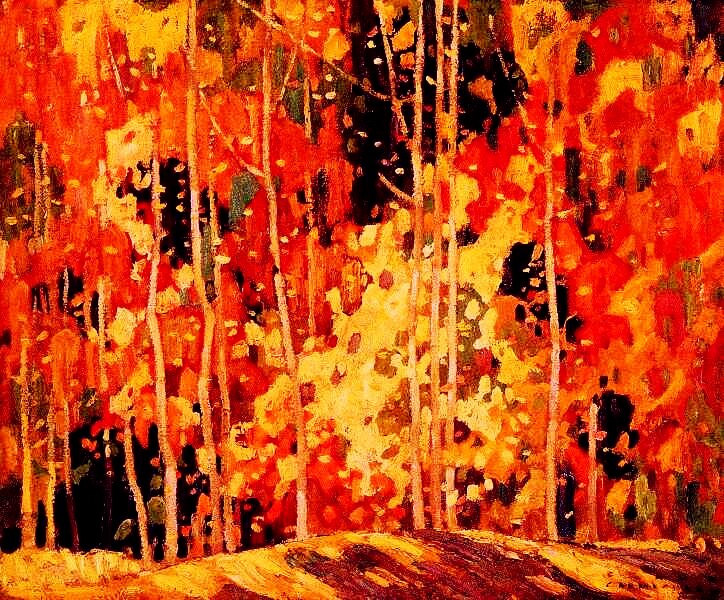
The Glade, óleo sobre tela, 1922, desconhecido
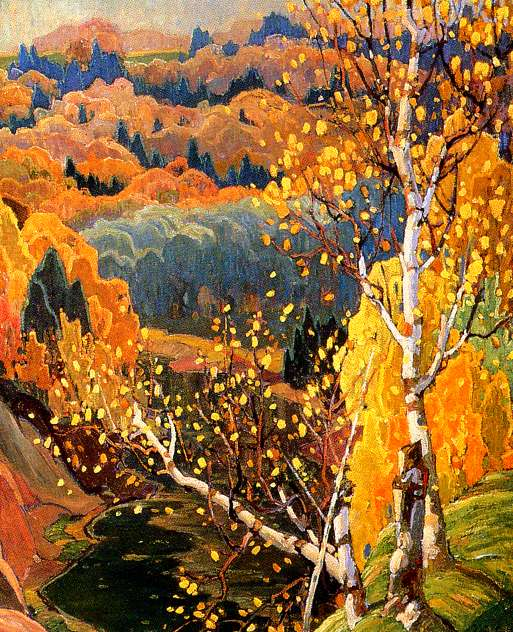
Ouro de outubro, óleo sobre tela, 1922, Galeria Nacional do Canadá, Ottawa
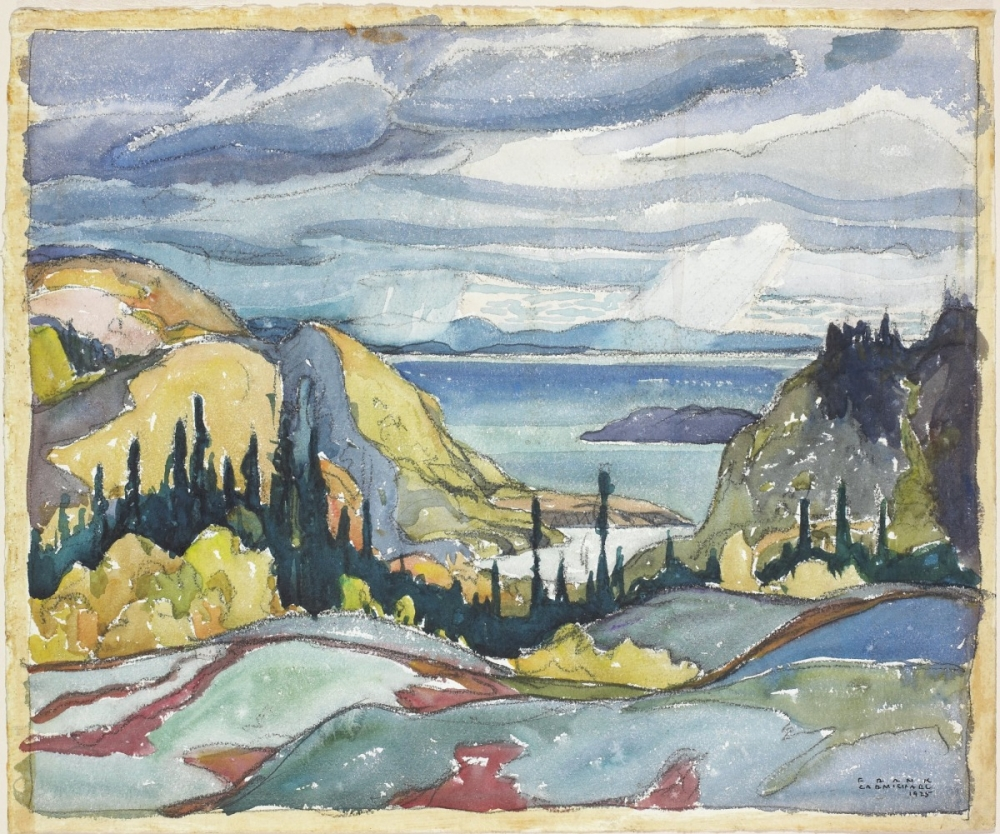
Sem título (Pines, Lago Superior), 1925, Galeria Nacional do Canadá, Ottawa
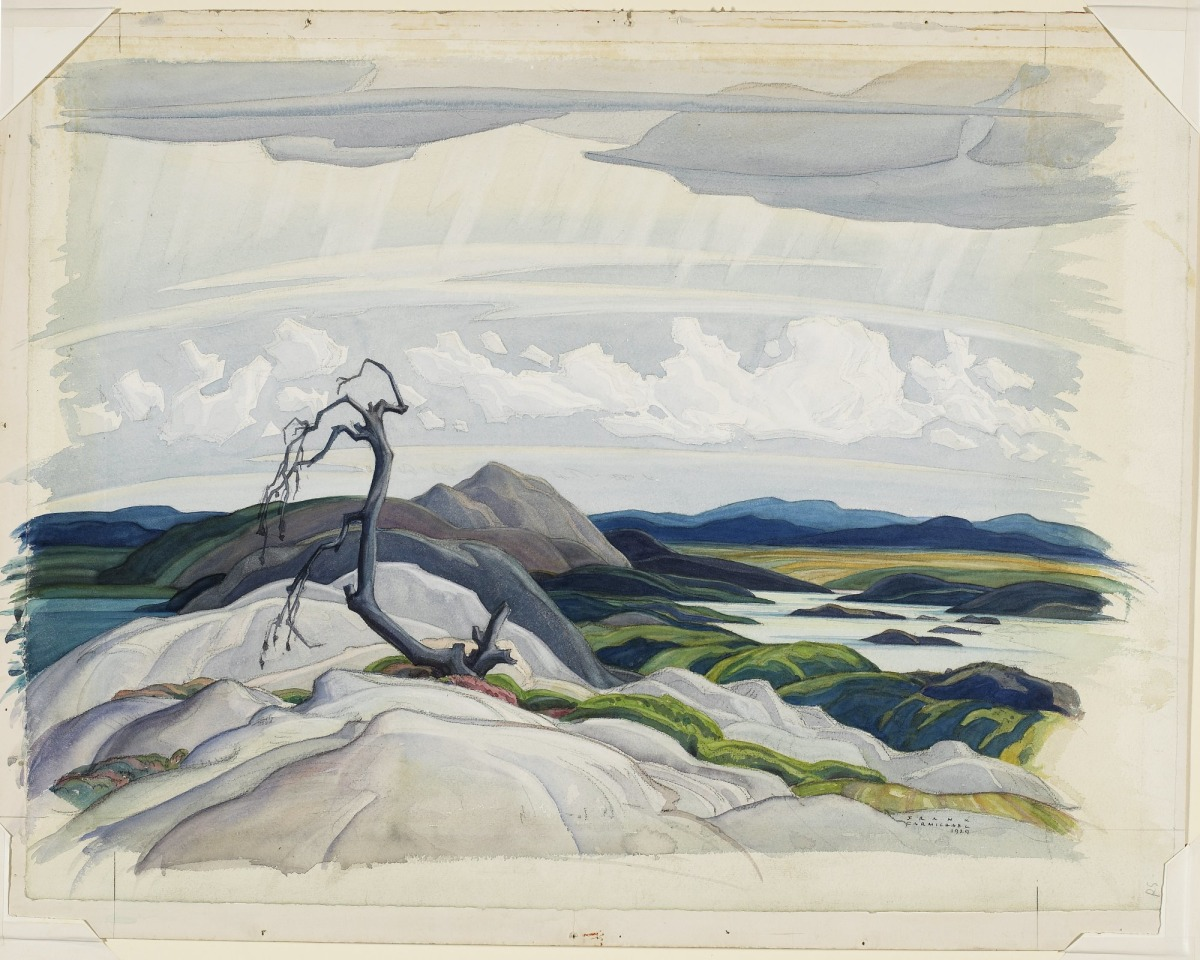
The Whitefish Hills, aquarela sobre grafite em papel tecido, 1929, National Gallery of Canada, Ottawa
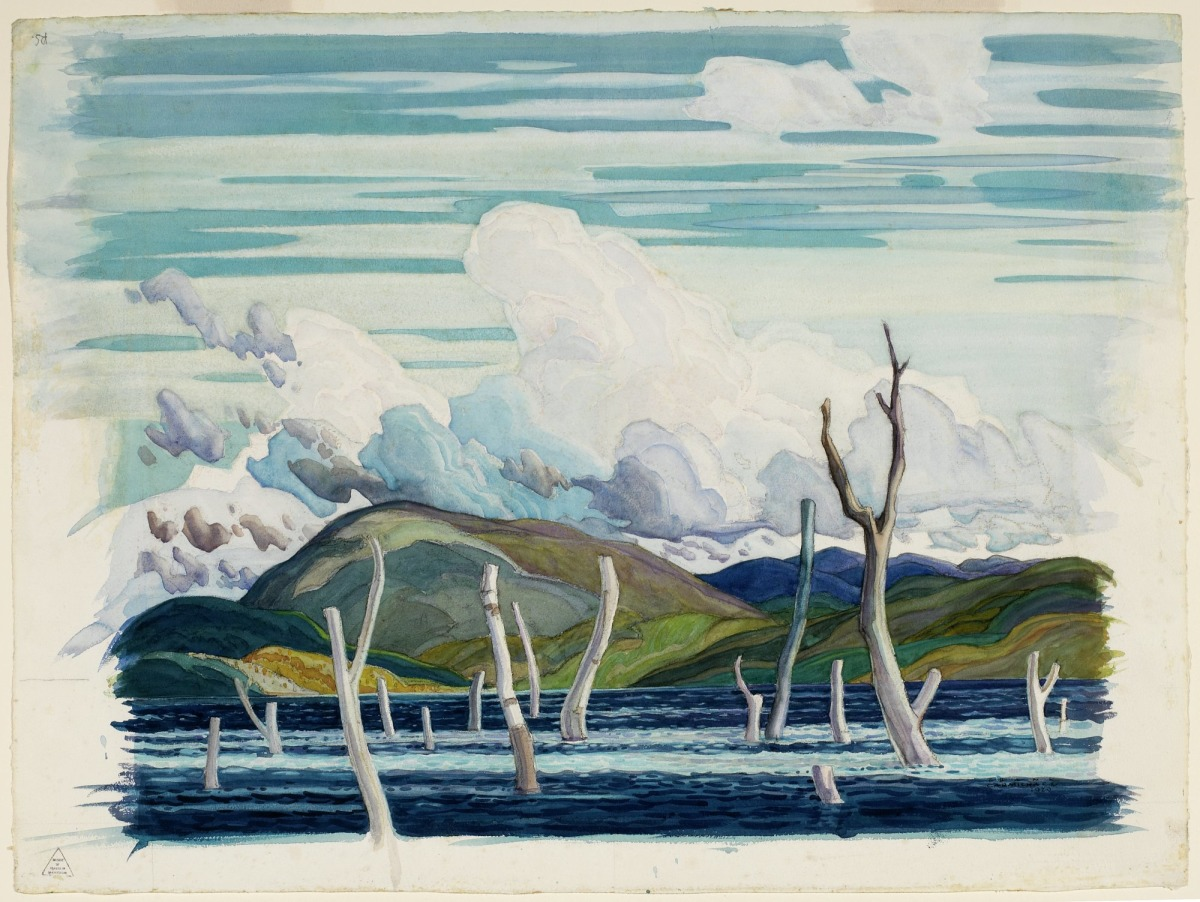
Wabajisik Drowned Land, aquarela e guache sobre carvão sobre papel tecido, 1929, National Gallery of Canada, Ottawa
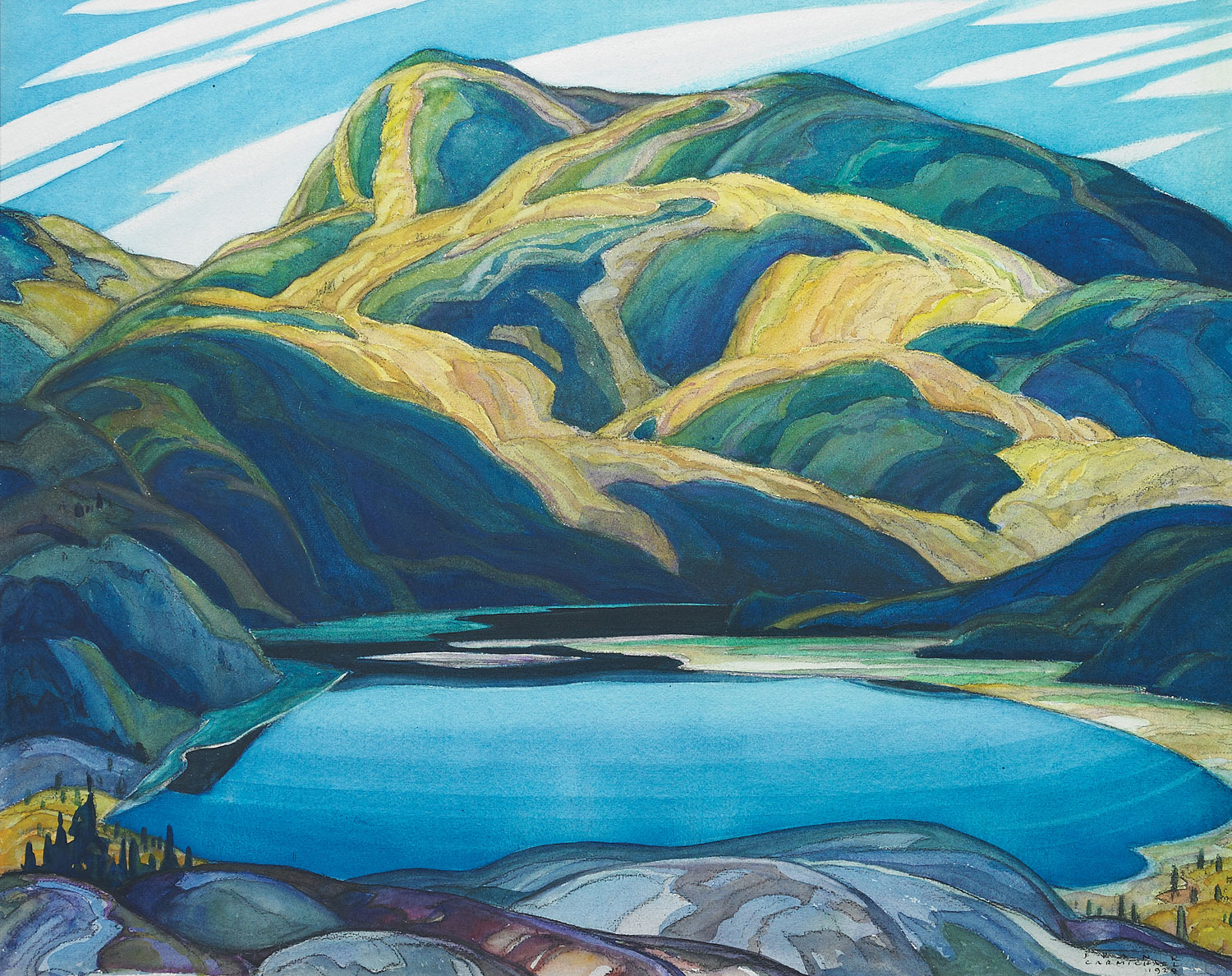
Lone Lake, aquarela, 1929, coleção particular
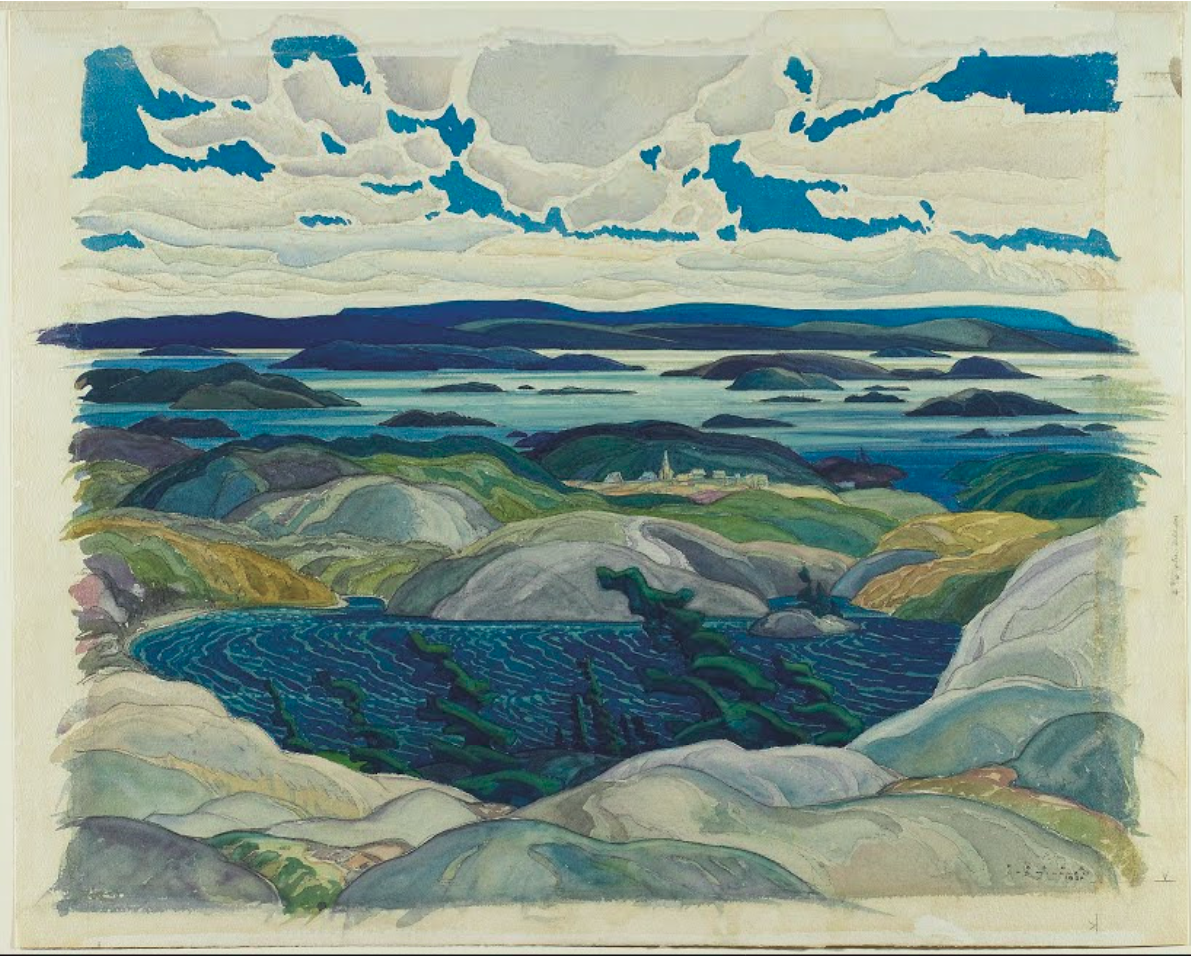
Bay of Islands, aquarela sobre papel, 1930, Art Gallery of Ontario, Toronto
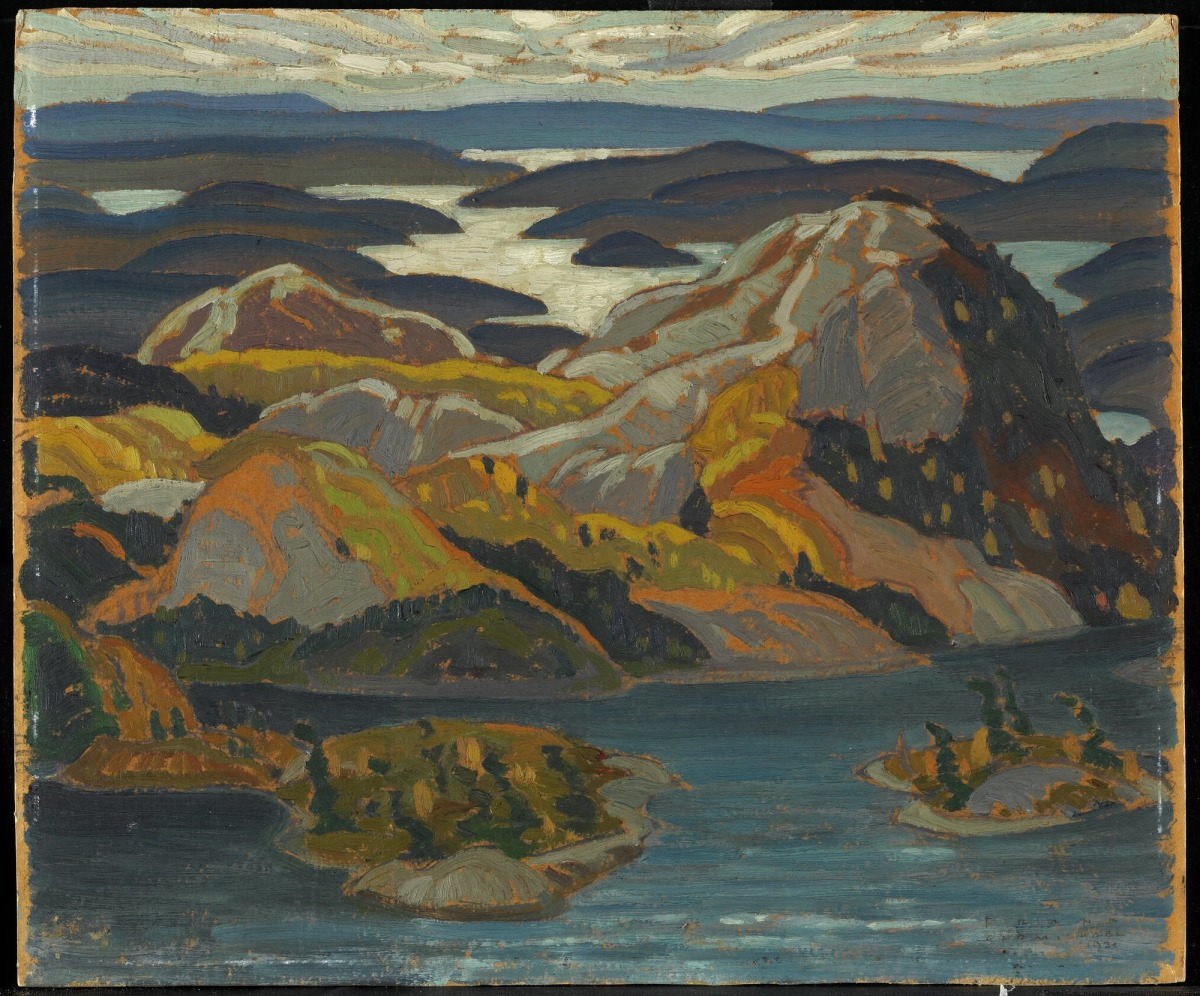
Grace Lake, óleo sobre papelão, 1931, National Gallery of Canada, Ottawa
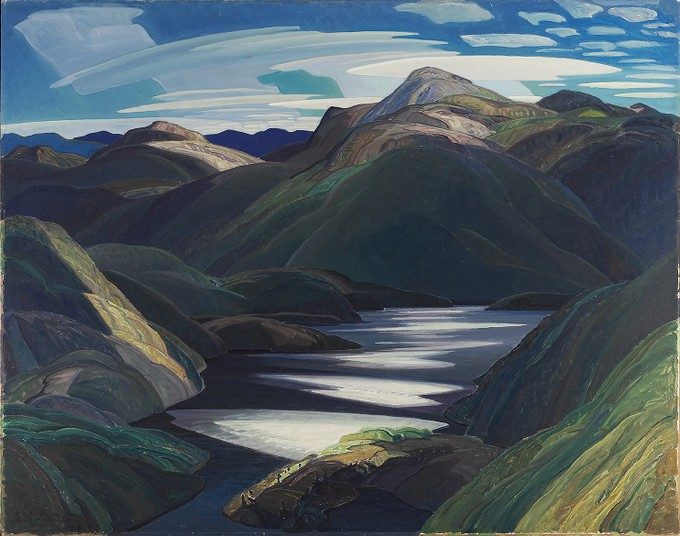
Light and Shadow, óleo sobre cartão duro, 1937, Art Gallery of Ontario, Toronto
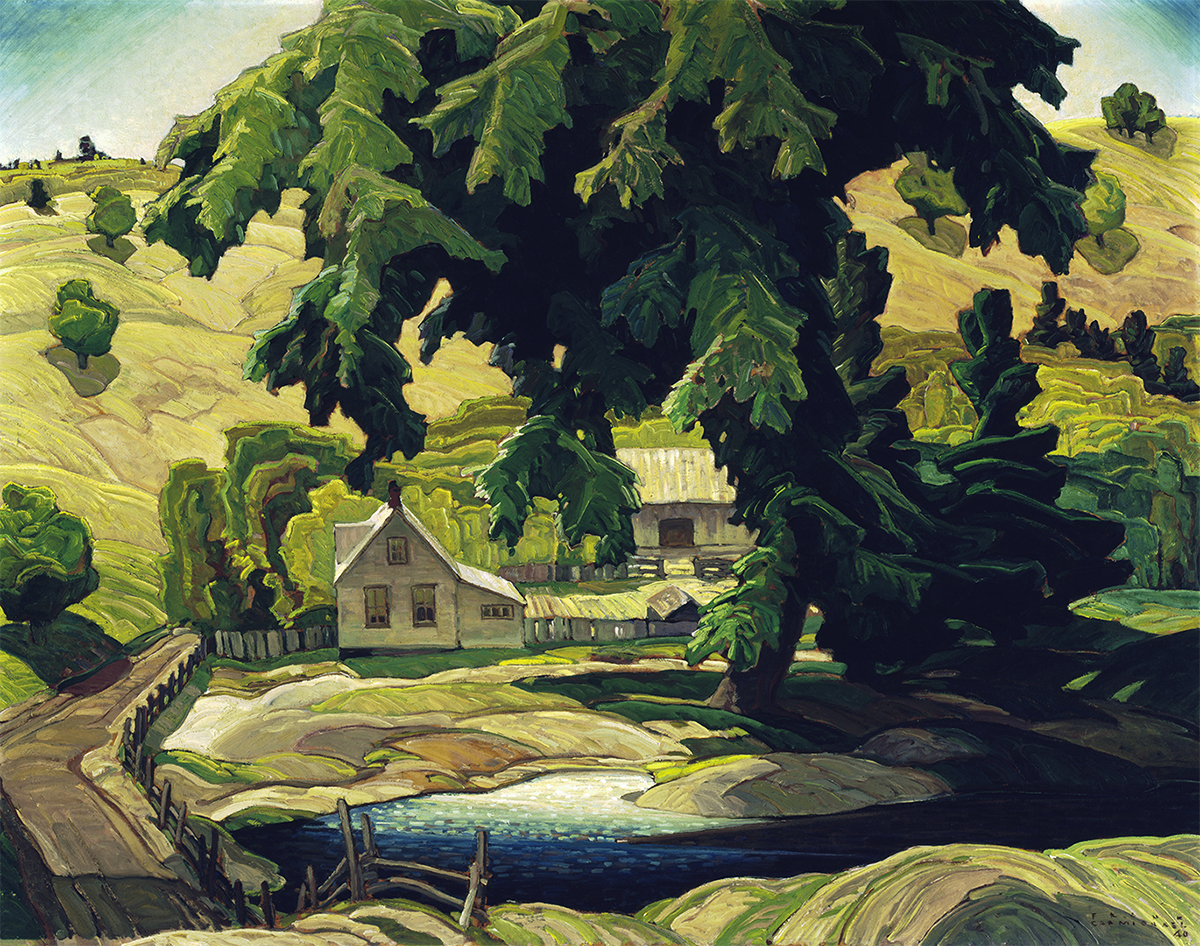
Fazenda, Haliburton, óleo sobre cartão, 1940, coleção de arte canadense McMichael, Kleinburg